# Final Fantasy XIV
| Системные требования | Системные требования                                                                                                  | Системные требования                                                                                                  |
| -------------------- | --- | --- |
|                      | Минимальные | Рекомендуемые |
| Windows              | | |
| ОС                   | Windows XP с Service Pack 3 или Windows Vista с Service Pack 2 или Windows 7                                          | Windows XP с Service Pack 3 или Windows Vista с Service Pack 2 или Windows 7                                          |
| ЦПУ                  | Intel® Core™ 2 Duo (2.0GHz) или AMD Athlon™ X2 (2.0GHz)                                                               | Intel® Core™ 2 Duo (2.0GHz) или AMD Athlon™ X2 (2.0GHz)                                                               |
| Объём ОЗУ            | 1.5GB и выше (для Windows XP), 2.0GB и выше (для Windows Vista и Windows 7)                                           | 1.5GB и выше (для Windows XP), 2.0GB и выше (для Windows Vista и Windows 7)                                           |
| Место на диске       | 15 GB свободного пространства                                                                                         | 15 GB свободного пространства                                                                                         |
| Видеокарта           | Direct3D 9.0c-совместимая видеокарта 512 Мб (или больше) NVIDIA® GeForce® 9600 или выше; ATI Radeon™ HD 2900 или выше | Direct3D 9.0c-совместимая видеокарта 512 Мб (или больше) NVIDIA® GeForce® 9600 или выше; ATI Radeon™ HD 2900 или выше |
| Звуковая плата       | 100%-я DirectX 9.0c-совместимая звуковая карта                                                                        | 100%-я DirectX 9.0c-совместимая звуковая карта                                                                        |
| Сеть                 | Для активации игры и мультиплеера необходимо интернет-соединение                                                      | Для активации игры и мультиплеера необходимо интернет-соединение                                                      |
| Устройства ввода     | клавиатура, компьютерная мышь, геймпад                                                                                | клавиатура, компьютерная мышь, геймпад                                                                                |

Final Fantasy XIV — массовая многопользовательская ролевая онлайн-игра, разработанная и выпущенная японской компанией Square Enix. Игра, призванная заменить собой одноименную игру 2010 года, вышла для Microsoft Windows и Sony PlayStation 3 в 2013 году; в последующие годы Final Fantasy XIV была выпущена для PlayStation 4, PlayStation 5 и macOS.
Выпущенная в 2010 году игра под тем же названием Final Fantasy XIV, несмотря на высокий бюджет разработки, получила отрицательные отзывы игровой прессы и оказалась убыточной для Square Enix. Ёити Вада, руководивший компанией на тот момент, принес игрокам свои извинения и заявил, что компании придется значительно переработать игру, для чего внутри компании была собрана новая команда разработчиков. В 2012 году поддержка первоначальной версии игры была прекращена, а разрабатываемая «версия 2.0» анонсирована под названием Final Fantasy XIV: A Realm Reborn. Хотя между играми 2010 и 2013 годов есть прямая сюжетная связь, и во время выхода A Realm Reborn владельцам старой игры была предоставлена возможность перенести своих персонажей в новую версию, игра 2013 года использует другой игровой движок и сетевую архитектуру; графическое оформление, геймплей и мир игры подверглись сильным изменениям.
Действие игры Final Fantasy XIV происходит в вымышленном мире Эорзея, спустя пять лет после событий предыдущей игры. Игра-предшественница завершилась на апокалиптических событиях — божественный дракон Бахамут разрушил большую часть Эорзии. Благодаря благословению богов персонажи игроков смогли избежать гибели и отправились в будущее на пять лет вперед. В восстановленном после катастрофы и преображенном мире они сталкиваются с угрозой вторжения Гарлеанской империи, расположенной на севере.
К основной игре было выпущено множество бесплатных регулярных обновлений и пять крупных дополнений — Heavensward (2015), Stormblood (2017), Shadowbringers (2019), Endwalker (2021) и Dawntrail (2024).

## Игровой процесс
Final Fantasy XIV представляет собой массовую многопользовательскую ролевую онлайн-игру, где множество управляемых разными игроками персонажей могут взаимодействовать друг с другом и с открытым для исследования окружающим миром. На этапе создания игрового аватара игроку предлагается выбрать пол, задать имя и настроить внешность персонажа, а также выбрать стартовый класс. В отличие от оригинальной Final Fantasy XIV, игрок может выбрать только боевой класс на старте игры, ремесленные классы становятся доступны игроку позже.
Также на выбор игроку предлагается выбрать сервер, на котором он будет играть. Несмотря на то, что языкового разделения между ними нет, серверы игры разделены между собой территориально в поддерживаемых регионах (то есть, Северная Америка, Европа, Япония и Океания) для уменьшения задержки отклика и во избежание проблем с соединением. Вне зависимости от расположения игрока и выбранного языка, Final Fantasy XIV содержит в себе ряд возможностей для комфортного общения с игроками на других языках.
Игровой контент Final Fantasy XIV разнообразен. Задания для игроков делятся на задания основного сюжета (англ. Main Story Quests), побочные задания, «ливквесты» (англ. Levequest, задания на ограниченное время с чётко заданными условиями) и FATE (англ. Full Active Time Event, случайные задания на игровой карте, ограниченные по времени).

### Боевая система
Игроки сражаются с противниками при помощи комбинаций физических атак, навыков оружия и магических заклинаний. Большинство контента игры предполагает игру с другими людьми с компаниями конкретной численности — от 4 до 24 игроков в подземельях и битвах с боссами (называемых «испытаниями»). Для поиска нужной партии игроку предлагается инструмент Duty Finder, который поможет с поиском нужной игроку и заданной настройками группы для игры.
Способности персонажа варьируются в зависимости от заданного класса. У каждой способности в игре есть своё время восстановления (кулдаун), во многих случаях привязанные к общему КД способностей на 2,5 секунды. Некоторые классы могут ускорять время восстановления своих способностей при помощи прокачки или новых предметов.
Основной тактикой для большинства игроков в Final Fantasy XIV является изучение так называемых ротаций (англ. rotations) — последовательности применения навыков для получения наилучшего эффекта от способностей выбранного класса. Большая часть классовых механик предполагает ту или иную ротацию, подобранную игроками.
Почти все классы в игре имеют ограничение по прокачке до 100 уровня. Исключение составляет лимитированный класс Синего Мага — лимит прокачки данного класса составляет 80 уровней. С каждым новым уровнем игрок получает прибавку к максимальным показателям здоровья. Каждый предмет, надеваемый на аватар игрока, также имеет свой уровень. Средний уровень предмета (называемый в игре item level) зачастую определяет требования к некоторым активностям игры и подземельям.
В Final Fantasy XIV присутствуют классические для жанра MMORPG роли персонажей — танки, хилеры и ДД. Задачей персонажей-танков является отвлечение на себя внимание врагов, для чего им нужно вырабатывать специальный невидимый игроку ресурс, «враждебность» (англ. emnity), который в том числе вырабатывается от атак с высоким уровнем урона. Персонажи-ДД сосредоточены на нанесении урона врагу, а хилеры — на выживании группы игроков. Для прохождения стандартного подземелья начальных уровней требуется группа из одного танка, одного хилера и двух ДД-персонажей. Управление враждебностью врага является одной из основных боевых механик игры. Во время прохождений группа игроков также может активировать мощную способность Limit Break, шкала для которой заполняется от атак игроков. Каждый класс имеет свой уникальный Limit Break.
Помимо групп, игроки также могут собираться в местный аналог гильдий под названием «Свободная Компания» (англ. Free Company). Свободные Компании ограничены 512 участниками, могут получать регулярные бонусы, а также обзавестись виртуальным домом в игре. Также в Final Fantasy XIV присутствуют тематические сообщества по интересам или конкретным событиям под названием «Братства» (англ. Fellowships).

### Профессии и классы
В Final Fantasy XIV используется система вооружения, при которой орудие персонажа определяет его специализацию (job), а вместе с ним его способности и механики. Классы делятся на боевые (Disciples of War / Disciples of Magic) и мирные (Disciples of Land / Disciples of Hand). При достижении определённых уровней некоторые из профессий трансформируются в классы (class). Более поздние классы, добавленные в дополнениях к игре, требуют как минимум одного класса на требуемом уровне и начинают не первого, а с заданного уровня.
Каждая профессия и класс в Final Fantasy XIV имеет свою аббревиатуру, повсеместно используемую в игре.
| Тип                   | Класс             | Специализация       | Оружие                               | Описание и примечания |
| --------------------- | ----------------- | ------------------- | ------------------------------------ | --- |
| Танк                  | Мародёр (MRD)     | Воин (WAR)          | Секира                               | |
| Танк                  | Гладиатор (GLA)   | Паладин (PLD)       | Меч и щит                            | |
| Танк                  |                   | Тёмный Рыцарь (DRK) | Двуручный меч                        | Доступна в игре с дополнения Heavensward. |
| Танк                  |                   | Ганбрейкер (GNB)    | Ганблейд                             | Доступна в игре с дополнения Shadowbringers. |
| ДД (ближнего боя)     | Копейщик (LNC)    | Драгун (DRG)        | Копьё                                | |
| ДД (ближнего боя)     | Борец (PGL)       | Монах (MNK)         | Кастет                               | |
| ДД (ближнего боя)     | Разбойник (ROG)   | Ниндзя (NIN)        | Кинжал                               | Доступна в игре с обновлением 2.4. |
| ДД (ближнего боя)     |                   | Самурай (SAM)       | Катана                               | Доступна в игре с дополнения Stormblood. |
| ДД (ближнего боя)     |                   | Жнец (RPR)          | Коса                                 | Доступна в игре с дополнения Endwalker. |
| ДД (дальнего боя)     | Лучник (ARC)      | Бард (BRD)          | Лук и стрелы                         | |
| ДД (дальнего боя)     |                   | Механик (MCH)       | Винтовка                             | Доступна в игре с дополнения Heavensward. |
| ДД (дальнего боя)     |                   | Танцор (DNC)        | Чакра                                | Доступна в игре с дополнения Shadowbringers. |
| ДД (магическая атака) | Чудотворец (THM)  | Чёрный маг (BLM)    | Посох чудотворца, скипетр            | |
| ДД (магическая атака) |                   | Красный маг (RDM)   | Шпага                                | Доступна в игре с дополнения Stormblood |
| ДД (магическая атака) |                   | Синий маг (BLU)     | Посох синего мага                    | Ограниченная специализация, доступная для игры только в определённых игровых событиях. Развитие Синего Мага ограничено 60 уровнями из 80 доступных остальным классам. |
| ДД (магическая атака) | Чародей (ACN)     | Призыватель (SMN)   | Книга заклинаний                     | При достижении 30 уровня класс Чародея может выбрать развитие как Призывателя, так и Магистра.                                                                        |
| Целитель              | Чародей (ACN)     | Магистр (SCH)       | Книга заклинаний                     | При достижении 30 уровня класс Чародея может выбрать развитие как Призывателя, так и Магистра.                                                                        |
| Целитель              | Заклинатель (CNJ) | Белый маг (WHM)     | Посох заклинателя, волшебная палочка | |
| Целитель              |                   | Астролог (AST)      | Звёздные сферы                       | Доступна в игре с дополнения Heavensward. |
| Целитель              |                   | Мудрец (SGE)        | Нулиты                               | Доступна в игре с дополнения Endwalker. |

## Сюжет

### Место действия
Действие игры разворачивается на планете Хайделин, разделённой на три материка. Сюжетная арка A Realm Reborn разворачивается на континенте Эорзия, который между собой делят четыре государства — Уль’Да (султанат посреди пустынь региона Таналан), Лимса Ломинса (портовая столица на острове Вилбранда региона Ла Носка), Гридания (государство в обширном лесу Чёрного Полога) и Ишгард (независимая теократия в заснеженных горах Коэртас). На континенте также присутствует город учёных Шаларян, а север Эорзии примыкает к северному континенту, захваченному Гарлеанской Империи. Захвачена Империей была и небольшая область Ала Миго. Со времён оригинальной Final Fantasy XIV Империи противостоит Альянс Эорзии из армий Лимсы Ломинсы, Гридании, Уль’Да и Ишгарда (спустя некоторое время Ишгард вышел из Альянса и избрал политику невмешательства).
История Эорзии вращается вокруг последовательности Тёмных (англ. Umbral Era) и Астральных (англ. Astral Era) Эпох. Астральными Эпохами считается время процветания цивилизаций, в то время как Тёмные Эпохи знаменуют важные события в истории, зачастую связанные с катастрофами и массовыми жертвами. Во время первой Тёмной Эры окончилось правление богов и Двенадцать (англ. The Twelve, божественные сущности Эорзии) отказались от вмешательства в мир смертных. Третья Астральная Эпоха знаменовала триумф древней Аллаганской Империи — могущественной технологичной цивилизации, вымершей давно до начала сюжета. Каждая Эпоха принадлежит тому или иному элементу — ветер, молния, огонь, земля, лёд и вода. Многие жители Эорзии верили, что Шестая Тёмная Эпоха будет последней, а Шестая Астральная Эпоха будет длиться вечно. Но атаки Гарлеанской Империи и катаклизм с крушением спутника планеты Даламуд начали Седьмую Тёмную Эпоху.
Имперский легат Наэль ван Дарнус с помощью долгих исследований сумел направить на планету спутник Хайделин Даламуд, чтобы уничтожить племена зверолюдей, которые призывали опасных могущественных сущностей — Праймалов (Primal) — с помощью большого количества эфирной энергии и кристаллов. Несмотря на попытки Альянса Эорзии, Даламуд не удалось остановить: планета оказалась местом заточения древнего дракона Багамута. Поскольку попытки остановить дракона оказались тщетными, учёный и глава группы «Круг Доверия» Луисуа Левеллёр ценой своей жизни отправил главного героя и его товарищей в разлом времени, чтобы герой оказался уже во времени после восстановления Эорзии и остановил планы Империи.

### Играбельные расы
- Хьюр (англ. Hyur) — самая многочисленная раса мира Эорзии. Наиболее близкие по внешнему виду к людям, в зависимости от места обитания делятся на живущих в горах и живущих в центре мира. После падения столицы расы — города Ала Миго, численность некогда многочисленной горной части нации резко сократилась и теперь её представителей очень сложно встретить.
- Мико’те (англ. Miqo'te) — кошкоподобная раса охотников, разделена на Дневной и Ночной кланы. Называние первого — «Ищущие Солнце» (англ. Seekers of the Sun), второго — «Хранители Луны» (англ. Keepers of the Moon). Клан «Ищущие Солнце» активен в дневное время и поклоняется богу Арзема, клан «Хранители Луны» активен в тёмное время суток и поклоняется богу Манефина.
- Лалафелл (англ. Lalafell) — малочисленная низкорослая раса фермеров, пришедшая с островов в Южных морях. В настоящее время распространена по всему миру, но предпочитают не селиться в районах с холодным климатом. Раса состоит из двух видов: обитатели дюн — живут в пустынях, и обитатели полей — живут в соломенных домах, благодаря превосходному слуху способны расслышать малейший шум.
- Элизен (англ. Elezen) — древнейшая раса, ранее правившая миром Эорзии. Состояли в войне с расой хьюров, когда последние вторглись в мир. В настоящий момент обе расы сосуществуют в мире. Раса состоит из двух видов: обитатели лесов — сотни лет представители вида жили в лесах, затем приспособились к городской жизни, а после вернулись к жизни в полях, обитатели тени — раньше жили в темных пещерах, многие настоящие представители вида до сих пор продолжают проживать в пещерах, занимаются воровством, презирают вид живущих в лесах.
- Роэгадин (англ. Roegadyn) — раса высоких и крепких мореплавателей, обитающая в Северных морях. Делится на два вида: Стражи Ада — живут у кратера вулкана, который по их поверию является воротами в ад, и Морские Волки — бывшие пираты, пришедшие из Северных морей, в настоящее время работающие моряками.
- Ау’ра (англ. Au'ra) — человекоподобная раса с роговыми выростами на голове и чешуёй на теле. Делится по цвету чешуи на два крупных клана — Раэн (со светлой чешуёй) и Заэль (с тёмной чешуёй). Существует более пятидесяти крупных племён ау’ра, в основном обитающих в степях Азим. Была добавлена в игру с выходом дополнения Heavensward.
- Виера (англ. Viera) — раса лесных жителей с заячьими ушами, ранее присутствовавшая в Final Fantasy XII. Из-за малочисленности самцов виера, покидают родные джунгли только самки, в связи с чем в дополнении Shadowbringers игрок мог создать только виеру женского пола. В дополнении Endwalker игрокам стали доступны и виера-самцы. Раса стала доступна игрокам с выходом дополнения Shadowbringers[6].
- Хротгар (англ. Hrothgar) — зверолюди с далёкого острова Ильзабард с львиными чертами, берущие сходство с расой Ронсо из Final Fantasy X и Final Fantasy X-2[7]. Игрок может создать персонажа-хротгара только мужского пола — согласно мифологии игры, хротгары-женщины крайне малочисленны и находятся под защитой на родном острове, который они не покидают почти никогда. Хротгары изначально постоянно сталкивались в конфликтах с жителями Эорзии, по большей части из-за языкового барьера[7]. Раса добавлена в игру с дополнением Shadowbringers[8].

### История

#### A Realm Reborn
Игрок начинает прохождение в одном из трёх городов-столиц, установленных его выбранным первым классом — Уль’Да, Гридания или Лимса Ломинса. Перед началом истории герой видит видение, в котором он сражает мечом из света человека в чёрной накидке. Если игрок осуществил перенос персонажа из оригинальной Final Fantasy XIV, то он появляется из столба света, в котором его перенёс в будущее Луисуа Левелёр, один из персонажей оригинальной игры. Если игрок впервые играет в A Realm Reborn, то он просыпается в повозке, в которой его доставляют в стартовый город.
По мере выполнения первых заданий в Гильдии Приключенцев, герой завоёвывает сравнение с Воинами Света — легендарными воинами, сражавшимися с Гарлеанской Империей в конце сюжета оригинальной игры, но из-за ритуала Луисуа никто более не помнит об их существовании. В процессе развития сюжета выясняется, что у Героя есть способность к Эхо — видениям из прошлого. В своих странствиях игрок встречает двух участников секретного общества Адептов Седьмой Зари — Папалимо и Иду — которые заявляют, что им известен источник видений героя. Глава Адептов, девушка по имени Минфилия, рассказывает, что Эхо — это благословение высшего существа Хайделин, Материнского Кристалла.
Воин Света с новым товарищем-Адептом по имени Санкред вовлекаются в расследование таинственной активности: по данным Адептов, кто-то активно переправляет большое количество кристаллов в племена зверолюдей. В конце концов, игрок узнаёт, что за передачей кристаллов стоит племя Амалдж’аа, которое собирается призвать своего бога, древнего Праймала Ифрита. С целью призыва племя похищает Героя, чтобы принести его в жертву, но ритуал проваливается: Эхо защищает персонажа игрока от Ифрита.
После победы над Ифритом игрока чествует вся Эорзия. Герой продолжает своё путешествие в рядах Адептов Седьмой Зари и встречает близнецов Альфино и Ализе Левеллёр — внуков легендарного Луисуа. Близнецы расходятся во взглядах на решение проблем Эрозии, и Ализе отправляется в вольное путешествие, а Альфино присоединяется к Адептам. Вместе с Адептами игрок отправляется на решение проблемы с народом сильфов, которые собираются призвать праймала Раму. После победы в испытании Раму, Воин Света встречает Лахабреа — бессмертное существо из древней расы аскиан. Лахабреа ставит целью уничтожение Материнского Кристалла.
Воин Света отправляется на бой со следующим праймалом, Титаном, которого пытаются призвать кобольды, местное племя зверолюдей. Несмотря на то, что герой одерживает победу, гарлеанский трибун со своей армией и поддержкой Лахабреи нападает на штаб-квартиру Адептов Седьмой Зари, устраивает резню и похищает Минфилию. Оплакивать товарищей у Адептов нет времени — Альфино возвращается с новостями о том, что племя иксалей призывает праймала ветра, Гаруду. Для того, чтобы добраться до логова Гаруды, требуется воздушный корабль, и Адепты находят легендарного изобретателя и перебежчика Гарлеанской Империи Сида Гарлонда, который после событий оригинальной игры потерял память и работает на кладбище в монастыре. С помощью друзей герой восстанавливает память Сида, но без корабля попытки добраться до Гаруды бессмыслены. Старый корабль Сида, Энтерпрайз, находится на территории Коэртасских гор, близких к Ишгарду, ныне закрытому и независимому государству, вышедшему из состава Альянса Эрозии. Заручившись поддержкой ишгардцев, герой и Сид получают корабль и уничтожают Гаруду. Но и тут настигает неудача: Гаруду снова перепризывают, но моментом пользуется легат Гарлеанской Империи, Гай ван Баэлзар. Гай показывает Адептам новое оружие — машину погибшей Аллаганской Империи, Ультиму. Ультима поглощает праймалов и побеждает группу Адептов.
После возвращения в штаб-квартиру, герои обнаруживают нескольких Адептов, которым удалось уцелеть после атаки, а также узнают о тех, кого похитили имперские войска. Для освобождения друзей, Адепты организовывают тайную атаку на форпост Империи. Минфилию и остальных удаётся спасти, но Адепты также узнают о том, что тело Санкреда контролируется Лахабреей. Заручившись поддержкой Альянса Эорзии, герои атакуют базу Империи, Преторий, где хранится Ультима. Используя Эхо и благословение Хайделин, игроку удаётся обезвредить Ультиму, поглотив её эфир, а затем и разобраться с Гаем, а потом и с Лахабреей с помощью меча света, который игрок мог видеть в видении в начале игры.
После победы над Ультимой и угрозой Империи, Эорзия официально нарекает игрока Воином Света.

#### Седьмая Астральная Эра
После победы над Гаем и Ультимой, Адепты Седьмой Зари сталкиваются с давлением со стороны сил Эорзии, которые хотят, чтобы тайный орден стал частью одной из трёх Великий Компаний. Решив соблюдать нейтралитет, Адепты переносят свою штаб-квартиру в нейтральную территорию Мор Доны. Воин Света отправляется на сражение с недавно призванным расой муглов праймала Великого Короля Могла Мога XIII, где сталкивается ещё с одним аскианцем — Элидибией. В то же время в Эорзию прибывает несколько кораблей с беженцами из Домы, территории на востоке планеты, захваченной Гарлеанской Империей. Ни одно государство Эорзии не решается принять беженцев в связи с войной и недостатком ресурсов, но Альфино предлагает им работать в Мор Доне вместе с местными жителями. Беженцы соглашаются на предложение Альфино, а их лидер, девушка Югири, помогает Адептам в борьбе с очередным праймалом, Левиафаном. 
Альфино и Воин Света также узнают о мятежах в Малом Ала Миго, месте жительства беженцев из другой захваченной Империей территорией на востоке — Ала Миго — и о том, что они были спровоцированы при помощи одного из самых могущественных синдикатов Уль’Да. Генерал Рубан из Уль’Да и Адепты узнают, что лидер синдиката, Теледжи Аделеджи, пытается захватить контроль за древней аллаганской реликвией — боевой машиной «Омега».
Для сопротивления угрозам от праймалов и Империи, Альфино решает создать независимую военную силу Эорзии, Кристальную Гвардию, не подчиняющуюся ни одному из трёх государств Альянса и выступающей нейтральной армией. В то же время неожиданно для Гвардии и Адептов, с ними связывается Сир Аймерик, глава Храмовых Рыцарей Ишгарда — государства в горах, уже тысячелетие ведущего войну с Драванией, страной драконов. Аймерик просит помощи с Хранителем Озера — телом древнейшего дракона Мидгарсорма — в которое врезался гарлеанский воздушный корабль. Взамен Аймерик обещает безопасное перемещение припасов в Мор Дону, которому мешает армия «еретиков» под началом ишгардского дезертира, Леди Айсхарт, собирающуюся призвать праймала Шиву.
Тем временем, в Империи на престол всходит новый правитель, Варис зос Гальвус, который начинает собирать силы для новых атак на Эорзию. На помощь в поисках Леди Айсхарт призывают старого союзника Адептов из Шарлаян, Моэбриду. Моэбрида приходит к выводу, что уничтожить практически бессмертных аскиан может только клинок из чистого эфира, а его сущность запереть внутри кристалла атрацита. Адепты выясняют, что Шива — это и есть Леди Айсхарт, но не настоящая, а лишь часть настоящего праймала.
Воин Света также выясняет, что Мидгарсорм не погиб, а восстанавливает силы. Дракон рассказывает Воину Света, что за вторжением в Ишгард стоит один из его семерых детей, яростный дракон Нидхёгг. Почувствовав связь героя с Хайделин, Мидгарсорм решает проверить навыки Воина Света и избавляет его от благословения Хайделин. Моментом пользуется аскианец Набриаль: он нападает на штаб-квартиру Адептов, но сталкивается с Моэбридой, которая жертвует собой, чтобы создать клинок из чистого эфира и убить Набриаля.
Сир Аймерик просит у Эорзии помощи в отражении атак со стороны Дравании, на что Адепты неохотно соглашаются, а Альянс Эорзии вообще отклоняет просьбу в виду своих собственных проблем и затворничества Ишгарда вкупе с его отказом в борьбе с Империей в прошлом. Воину Света и его отряду удаётся отбить атаку, а Альянс пользуется возможностью и устраивает банкет в дворце Уль’Да с целью склонить Ишгард ко входу в Альянс наравне с остальными государствами.
Султана Нанамо Уль Намо в личных покоях обсуждает с Воином Света её план по отречению от престола и установления нового политического порядка для борьбы с коррупцией в Таналане. Но план не удаётся осуществить: Нанамо выпивает отравленное вино, а синдикаты Уль’Да обвиняют Адептов в попытке дестабилизировать государство. Также выясняется, что Кристальная Гвардия на самом деле была под контролем Теледжи Аделеджи, и Альфино на самом деле был обманут. Генерал Рубан в ярости убивает Теледжи, но его останавливает Ильберд, генерал Гвардии, который отрубает старому другу руку. Адепты пускаются в бега и разделяются по пути. Сбежать удаётся только Воину Света и Альфино, которым помогает сын Рубана, Пипин.
Преданные Адепты оказываются вне закона и сбегают в Ишгард.

## Разработка
В конце июля 2012 года объявлено о перезагрузке игры. Теперь она будет носить название Final Fantasy XIV: A Realm Reborn. Вносятся изменения в игровой процесс и выпускается первый трейлер игры. Второй трейлер опубликован в начале августа 2012 года. Заявлено, что игра будет поддерживать PvP, а для поддержания интереса к обновлённой игре объявлено, что можно будет поиграть в неё против CEO Square Enix Ючи Вады в специально запланированном мероприятии.
Сервера оригинальной Final Fantasy XIV проработали до 11 ноября 2012 года, персонажи игроков заморожены и сохранены для переноса в игру Final Fantasy XIV: A Realm Reborn. В день отключения серверов выпущен трейлер, посвященный завершению эры первой версии игры Final Fantasy XIV и началу новой.
29 января 2013 года представлен внешний вид различных рас игры Final Fantasy XIV: A Realm Reborn. В ходе подготовки к релизу создатели публикуют множество изображений и видео, показывающих различные аспекты игры: персонажи, игровой процесс и т. д. Создатели подчеркивают, что игра Final Fantasy XIV: A Realm Reborn не является переработкой Final Fantasy XIV, а представляет собой совершенно новую игру, название которой частично совпадает с прошлой игрой серии.
В апреле 2013 года старым игрокам предоставляется возможность разместить своё имя в список помогавших создателям отлаживать игру.
В начале мая 2013 года сообщается предположительная дата выхода новой версии игры — лето 2013 года, а позже сообщается точная дата для обеих поддерживаемых платформ — 27 августа 2013 года.
Предзаказавшие игру получают доступ к ней раньше — 24 августа 2013 года. Количество предзаказавших игру оказалось настолько большим, что Square Enix пришлось ограничивать функциональность игры даже до официального её поступления в продажу, чтобы сервера хоть как-то справлялись с нагрузкой, а в качестве извинения за не совсем гладкий запуск игры для обладателей пробных аккаунтов их действие было продлено.
Разработчики серьёзно нацелены на развитие игры и планируют каждый квартал выпускать большие обновления, исправляющие и/или дополняющие игру. Первое такое обновление 2.1 должно быть выпущено в декабре 2013 года.
10 сентября 2013 года Square Enix выпускает приложение для iOS (версия для Android вышла 6 ноября 2013 года), которое содержит в себе описание составляющих мира Final Fantasy 14: A Realm Reborn.
На конец октября 2013 года в игре насчитывается больше 1.5 млн игроков, что в финансовом плане даже превысило прогноз студии.
В середине июня 2013 года сообщается, что версия игры для консоли PlayStation 4 появится в 2014 году, позже происходит уточнение — это апрель 2014 года. Демонстрация геймплея на данной консоли будет показана 14 декабря 2013 года, а патч для существующих поддерживаемых платформ будет выпущен 17 декабря 2013 года. Изначально утверждалось, что игра вряд ли появится на Xbox One, так как игровое комьюнити в Японии на этой платформе очень маленькое, а эта территория для серии является самой важной — именно здесь больше всего игроков и подавляющее большинство использует консоли от Sony, а Microsoft запрещает кросс-платформенную игру.

### Бета-тестирование
5 октября 2012 года объявлено, что бета-тестирование обновлённой игры под названием Final Fantasy XIV: A Realm Reborn запланировано на конец месяца. А спустя неделю продемонстрированы скриншоты работающей игры на консоли PlayStation 3. В итоге закрытое бета-тестирование началось только в конце февраля 2013 года, к тестированию было привлечено около 100 000 человек.
Вторая волна бета-тестирования игры, изначально запланированная на апрель 2013 года, началась 5 апреля 2013 года.
Третья волна тестирования запланирована на июнь 2013 года и началась 29 июня 2013 года.
В общей сложности на тот момент времени в программе бета-тестирования зарегистрировалось более 1 млн пользователей.
В конце июля 2013 года закончилась регистрация на четвертую и последнюю фазу бета-тестирования Final Fantasy 14: A Realm Reborn. Проводится же она с 17 по 19 августа 2013 года.
Бета-версия игры для консоли PlayStation 4 запланирована на 22 февраля 2014 года — день поступления PlayStation 4 в продажу на территории Японии.

### Релиз игры
Final Fantasy 14: A Realm Reborn поступила в продажу 27 августа 2013 года, предзаказавшие игру покупатели получили доступ к игре чуть раньше — 24 августа 2013 года

#### Версии для консолей PlayStation
Версия игры для консоли PlayStation 4 анонсирована в июне 2013 года, дата выхода — 14 апреля 2014 года.
Дневник разработчиков версии игры для PS4 запущен в начале сентября 2013 года.
Во второй половине сентября 2013 года Square Enix сообщает, что переход с версии игры для PS3 на версию для PS4 будет бесплатным, но после перехода игроки не смогут продолжать больше игру на PS3, а только на новой консоли.
В ноябре 2019 Наоки Ёсида, отвечая на вопросы посетителей ивента, сообщил, что команда усиленно трудится над адаптацией Final Fantasy XIV для PlayStation 5. Релиз игры для новой платформы произошёл 25 мая 2021 года.

#### Версии для консолей от Microsoft
В июле 2013 года Square Enix повторно отмечает, что невозможность появления игры на консолях от Microsoft (включая Xbox One) связана с тем, что последняя отказывается разрешать кросс-платформенную игру, а создатели игры не хотят делить комьюнити по платформам.
В ноябре 2019 года Фил Спенсер, глава подразделения Xbox, в рамках интервью во время ивента X019 заявил, что у него «отличные отношения с Ёсида-саном», и они «работают над воплощением [релиза Final Fantasy XIV на Xbox]».
В июле 2023 года на Final Fantasy XIV Fan Festival в Лас-Вегасе, Square Enix анонсировали релиз Final Fantasy XIV на Xbox Series X/S весной 2024 года.

## Поддержка игры

### Обновления
Для игры регулярно выпускаются масштабные обновления, которые добавляют новый игровой контент (новые испытания, подземелья и повышенный уровень сложности прошлых испытаний), продолжение сюжетной линии и изменения игровых механик. Каждое обновление выходит с регулярностью раз в 3-4 месяца и из-за своей масштабности помимо номера версии и официальное название.
Все обновления бесплатны для обладателей игры с подпиской.
| Версия игры | Название обновления   | Дата выхода          | Изменения |
| ----------- | --------------------- | -------------------- | --- |
| 2.0         | A Realm Reborn        | 27 августа 2013 года | Оригинальный релиз игры. |
| 2.1         | A Realm Awoken        | 16 декабря 2013 года | В обновлении была представлена новая активность «Кристальная Башня» (англ. Crystal Tower), добавлены дома для Свободных Компаний и новый режим ПвП-игры и новый альянсовый рейд на 24 игрока. Из-за технических проблем с релизом игры обновление было перенесено на более поздний срок. |
| 2.2         | Through the Maelstrom | 27 марта 2014 года   | Основными игровыми изменениями стало добавление возможности садоводства в домах игроков, проекция гламура на предметы игроков (придание им облика других вещей) и ветка заданий на получение оружия Зодиака.                                                                             |
| 2.3         | Defenders of Eorzea   | 8 июля 2014 года     | Главным изменением дополнения стал ПвП-режим Frontlines на 72 игрока. Также в дополнении были добавлены глобальные Охоты на монстров в открытом мире и новый этап Кристальной Башни. |
| 2.4         | Dreams of Ice         | 28 октября 2014 года | В игру добавлены два новых класса — Rogue (ROG) и Ninja (NIN). |
| 2.5         | Before the Fall       | 20 января 2015 года  | В игру добавлена зона казино — Manderville Golden Saucer вместе с набором мини-игр — гонки на чокобо, карточная игра Triple Triad и многие другие. |
| 2.55        | Before the Fall       | 31 марта 2015 года   | В игру добавлена зона казино — Manderville Golden Saucer вместе с набором мини-игр — гонки на чокобо, карточная игра Triple Triad и многие другие. |

### Дополнения
Square Enix также выпускает к игре глобальные дополнения, продолжающие сюжет игры и добавляющие новые механики. На данный момент вышло пять крупных дополнений к Final Fantasy XIV — Heavensward, Stormblood, Shadowbringers, Endwalker и Dawntrail.
Покупая последнее дополнение, игрок получает все ранее выпущенные дополнения включительно.

## Критика и награды
| Сводный рейтинг       | Сводный рейтинг                       |
| Агрегатор             | Оценка                                |
| --------------------- | ------------------------------------- |
| GameRankings          | PS3: 78,71 % PC: 78,54 % PS4: 86,08 % |
| Metacritic            | PC: 83/100 PS3: 78/100 PS4: 86/100    |
| Иноязычные издания    |                                       |
| Издание               | Оценка                                |
| Famitsu               | 39/40                                 |
| GameSpot              | 7,0/10                                |
| GamesRadar+           | [ 81 ]                                |
| IGN                   | 8,6/10                                |
| Polygon               | 9/10                                  |
| USgamer               | [ 84 ]                                |
| Forbes                | 9,5/10                                |
| Русскоязычные издания |                                       |
| Издание               | Оценка                                |
| «Игромания»           | 8,5/10                                |

| Сводный рейтинг | Сводный рейтинг |
| Агрегатор       | Оценка          |
| --------------- | --------------- |
| GameRankings    | 91,00 %         |

Final Fantasy XIV: A Realm Reborn, в отличие от своей первоначальной версии, была максимально благосклонно принята критиками, похвалившими уровень проработки и качества контента в игре. Редактор «Игромании» Артемий Козлов отметил проработку игры и качество сюжета, указав в своей рецензии, что это «один из показательных примеров того, как надо делать сюжетные MMORPG» и поставил финальную оценку в 8,5 из 10 баллов. Обозреватель GameMAG дал A Realm Reborn 9 баллов из 10 и похвалил визуальный стиль игры наравне с верностью к канонам серии Final Fantasy: «Традиционный фэнтезийный стиль вкупе с плавными очертаниями фигур героев и экипировки идеально вписался к игре, являющейся словно квинтэссенцией идей всего сериала под одной обложкой».
Зарубежные критики не оставили игру без внимания. Пит Дэвидсон из USgamer оказался очарован историей и реакцией персонажей мира Эорзии на действия игрока, подчеркнув, что это лучший метод построения мира в игре. Дэвидсон, как и другие обозреватели, также позитивно приняли оставшуюся после оригинальной Final Fantasy XIV 1.0 возможность переключать классы и прокачивать их на одном персонаже.
Критики отметили и отсутствие значительных новых механик, но остались довольны имплементацией старых. Адам Харшбергер из GamesRadar назвал A Realm Reborn «огромным буфетом, где только ваша любимая еда», а Кевин ВанОрд из GameSpot хоть и прокритиковал отсутствие инноваций («Никаких прыжков через голову игр прошлого тут нет!»), но простил игре этот недостаток в итоговой рецензии.
Многие рецензенты также похвалили связь A Realm Reborn с материнской серией. Фил Коллар из Polygon назвал A Realm Reborn возвращением в форму серии, «первой Final Fantasy за долгое время, которой удалось сохранить энергию и радость, которые влюбляли в серию».
Журнал «Игромания» признал Final Fantasy XIV: A Realm Reborn лучшей MMORPG 2013 года.

### Комментарии
1. ↑  яп. ファイナルファンタジーXIV. Первоначально выпускалась с подзаголовком A Realm Reborn («Возрожденный мир») в английской версии и 新生エオルゼア синсэй эорудзэа («Новая Эорзея») в японской.